# Fünf Bücher des Maitreya
| Tibetische Bezeichnung                     |
| ------------------------------------------ |
| Tibetische Schrift: བྱམས་ཆོས་སྡེ་ལྔ་            |
| Wylie-Transliteration: byams chos sde lnga |
| Chinesische Bezeichnung                    |
| Vereinfacht: 弥勒五论; 慈氏五论            |
| Pinyin:Mile wu lun; Cishi wu lun           |

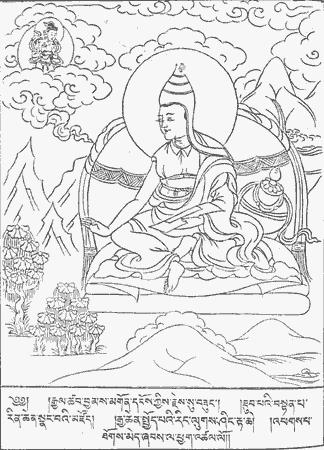
Asanga und Maitreya

Die Fünf Bücher des Maitreya (skt. panca maitreyograntha; tib. byams chos sde lnga) sind Werke der buddhistischen Literatur. Im Chinesischen Buddhismus sind dies teilweise andere Werke als im Tibetischen Buddhismus.
Der tibetischen Tradition zufolge soll der große Meister Aryasanga (ca. 4. Jahrhundert), der Stifter der Yogacharya-Schule, die fünf heiligen Bücher im Himmel Tushita von Bodhisattva Maitreya, dem kommenden Buddha nach Shakyamuni, erhalten haben (vergleiche hierzu: Maitreyanatha). Sie bilden bis heute einen festen Bestandteil des buddhistischen Shedra-Curriculums.

## Übersicht (Tibetischer Buddhismus)
1. Der Schmuck der Klaren Erkenntnis (skt. Abhisamayalankara, Abhisamayālaṃkāra; tib. མངོན་རྟོགས་རྒྱན, Wyl. mngon rtogs rgyan).
2. Filigranschmuck für die Mahayana-Sutras (skt. Mahayanasutralankara, Māhayānasūtrālaṃkāra; tib. མདོ་སྡེ་རྒྱན, Wyl. mdo sde rgyan).
3. Das Sublime Kontinuum (skt. Uttaratantra Shastra, Uttaratantra Śāstra; tib. རྒྱུད་བླ་མ, Wyl. rgyud bla ma).
4. Unterscheidung von Dharma und Dharmata (skt. Dharma-dharmata-vibhaga, Dharma-dharmatā-vibhāga; tib. ཆོས་དང་ཆོས་ཉིད་རྣམ་པར་འབྱེད, Wyl. chos dang chos nyid rnam par 'byed) aus der Klasse der mündlichen Unterweisungen
5. Unterscheidung der Mitte von den Extremen (skt. Madhyantavibhaga, Madhyāntavibhāga; tib. དབུས་མཐའ་རྣམ་འབྱེད, Wyl. dbus mtha' rnam 'byed).
Von den fünf werden vier unter Shastras (Kommentare) klassifiziert, eines fällt in die Klasse mündlicher Unterweisungen.